# Schmitshausen

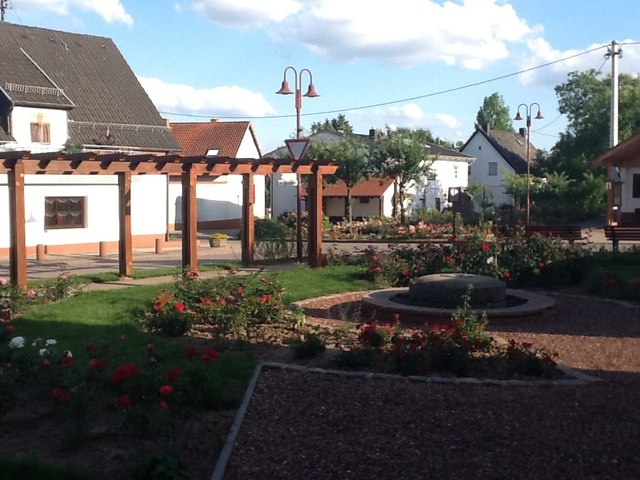
Ortsbild von Schmitshausen

Schmitshausen ist eine Ortsgemeinde im Landkreis Südwestpfalz im Bundesland Rheinland-Pfalz. Sie gehört der Verbandsgemeinde Thaleischweiler-Wallhalben an und wird oft als „Rosendorf“ bezeichnet.

## Geographie
Schmitshausen liegt auf der Sickinger Höhe. Die Entfernung zur Stadt Zweibrücken beträgt 15 km. Zu Schmitshausen gehören zusätzlich die Wohnplätze Am Ochsenberg und Hellborner Hof. Die Wallhalb bildet größtenteils die östliche Gemeindegrenze. Nachbargemeinden sind – im Uhrzeigersinn – Wallhalben, Herschberg, Reifenberg, Winterbach und Biedershausen. Vor Ort nimmt sie von rechts die Brechersklamm auf.
Durch die Grenzziehung im Osten ergibt sich die ungewöhnliche Situation, dass einige Gebäude an den Straßen Am Ochsenberg und Talstraße, die siedlungsmäßig zu Wallhalben gehören, auf der Gemarkung von Schmitshausen und damit etwa einen Kilometer von der Kerngemeinde entfernt liegen. Dazu gehören auch die katholische Allerheiligenkirche mit Pfarrhaus, die Grundschule Wallhalben und die Realschule Wallhalben sowie das dortige Gebäude der Feuerwehr.

## Geschichte
Der Ort wurde im Jahr 1685 erstmals urkundlich erwähnt. Bis zum Ende des 18. Jahrhunderts gehörte er zu Pfalz-Zweibrücken.
Von 1798 bis 1804, als die Pfalz Teil der Französischen Republik und anschließend bis 1814 Teil des Napoleonischen Kaiserreichs war, war Schmittshausen – so die damalige Schreibweise –  in den Kanton Zweibrücken eingegliedert und war Sitz einer eigenen Mairie, die zusätzlich Oberhausen und Reifenberg umfasste. 1815 wurde der Ort Österreich zugeschlagen. Bereits ein Jahr später wechselte der Ort wie die gesamte Pfalz in das Königreich Bayern. Von 1818 bis 1862 gehörte er dem Landkommissariat Zweibrücken an; aus diesem ging das Bezirksamt Zweibrücken hervor.
1939 wurde Schmitshausen in den Landkreis Zweibrücken eingegliedert. Nach dem Zweiten Weltkrieg wurde die Gemeinde innerhalb der französischen Besatzungszone Teil des damals neu gebildeten Bundeslandes Rheinland-Pfalz. 1967 erreichte Schmitshausen beim Wettbewerb Unser Dorf soll schöner werden die Goldmedaille. Im Zuge der ersten rheinland-pfälzischen Verwaltungsreform wechselte der Ort 1972 in den Landkreis Pirmasens (ab 1997 Landkreis Südwestpfalz); im selben Jahr wurde er der neugeschaffenen Verbandsgemeinde Wallhalben zugeordnet. Seit 2014 gehört Schmitshausen zur Verbandsgemeinde Thaleischweiler-Wallhalben.

## Bevölkerung

### Einwohnerentwicklung
Die Entwicklung der Einwohnerzahl von Schmitshausen, die Werte von 1871 bis 1987 beruhen auf Volkszählungen:
| Jahr | Einwohner |
| ---- | --------- |
| 1815 | 300       |
| 1835 | 395       |
| 1871 | 356       |
| 1905 | 385       |
| 1939 | 369       |
| 1950 | 413       |
| 1961 | 410       |

| Jahr | Einwohner |
| ---- | --------- |
| 1970 | 414       |
| 1987 | 398       |
| 1997 | 425       |
| 2005 | 428       |
| 2011 | 410       |
| 2017 | 412       |
| 2024 | 403       |

### Religion
Ende 2014 waren 60,0 Prozent der Einwohner katholisch und 30,1 Prozent evangelisch. Die übrigen gehörten einer anderen Religion an oder waren konfessionslos. Die Katholiken gehören zum Bistum Speyer, die Evangelischen zur Protestantischen Landeskirche Pfalz.

## Politik

### Gemeinderat
Der Gemeinderat in Schmitshausen besteht aus acht Ratsmitgliedern, die bei der Kommunalwahl am 9. Juni 2024 in einer Mehrheitswahl gewählt wurden, und der ehrenamtlichen Ortsbürgermeisterin als Vorsitzender.

### Bürgermeister
Sabrina Engel wurde am 1. August 2024 Ortsbürgermeisterin von Schmitshausen. Da bei der Direktwahl am 9. Juni 2024 kein Wahlvorschlag eingereicht wurde, oblag die Neuwahl des Bürgermeisters gemäß rheinland-pfälzischer Gemeindeordnung dem Rat, der sich auf seiner konstituierenden Sitzung einstimmig für Sabrina Engel entschied.
Ihr Vorgänger Markus Schieler hatte das Amt seit Juli 2014 inne und kandidierte bei der Wahl 2024 nicht erneut als Ortsbürgermeister. Schielers Vorgänger waren Willi Hunsicker (2004–2014), Adolf Strauf (1994–2004) und bis 1994 der langjährige Ortsbürgermeister Alois Staab.

### Wappen
| Wappen von Schmitshausen | Blasonierung: „In Blau ein silbernes Hufeisen mit abwärts gekehrten Stollen, mitten darin eine silberne Rose mit blauen Butzen.“ |
| Wappen von Schmitshausen | Es wurde 1981 von der Bezirksregierung Neustadt genehmigt.                                                                       |

### Gemeindepartnerschaften
Im Jahre 1971 schloss Schmitshausen eine dreifache kommunale Partnerschaft im Zeichen der Rose mit Limana in Italien, Longuyon in Frankreich und Walferdange in Luxemburg. Pate dieser Partnerschaften ist der Saarländische Rundfunk in Saarbrücken. Ab 1979 wurden auch die Schulen in diese Partnerschaft mit einbezogen. 1981 verlieh der Europarat in Straßburg der Ortsgemeinde den Titel „Gemeinde Europas“ verbunden mit der Überreichung der Europafahne.

## Kultur und Sehenswürdigkeiten

### Kulturdenkmäler
Das Anwesen Sonnenbergstraße 7 ist als Denkmalzone ausgewiesen. Hinzu kommen insgesamt 14 Einzelobjekte, die unter Denkmalschutz stehen, darunter das Dorfgemeinschaftshaus, in dem das Heimatmuseum Wallhalben untergebracht ist.

### Aussichtsturm

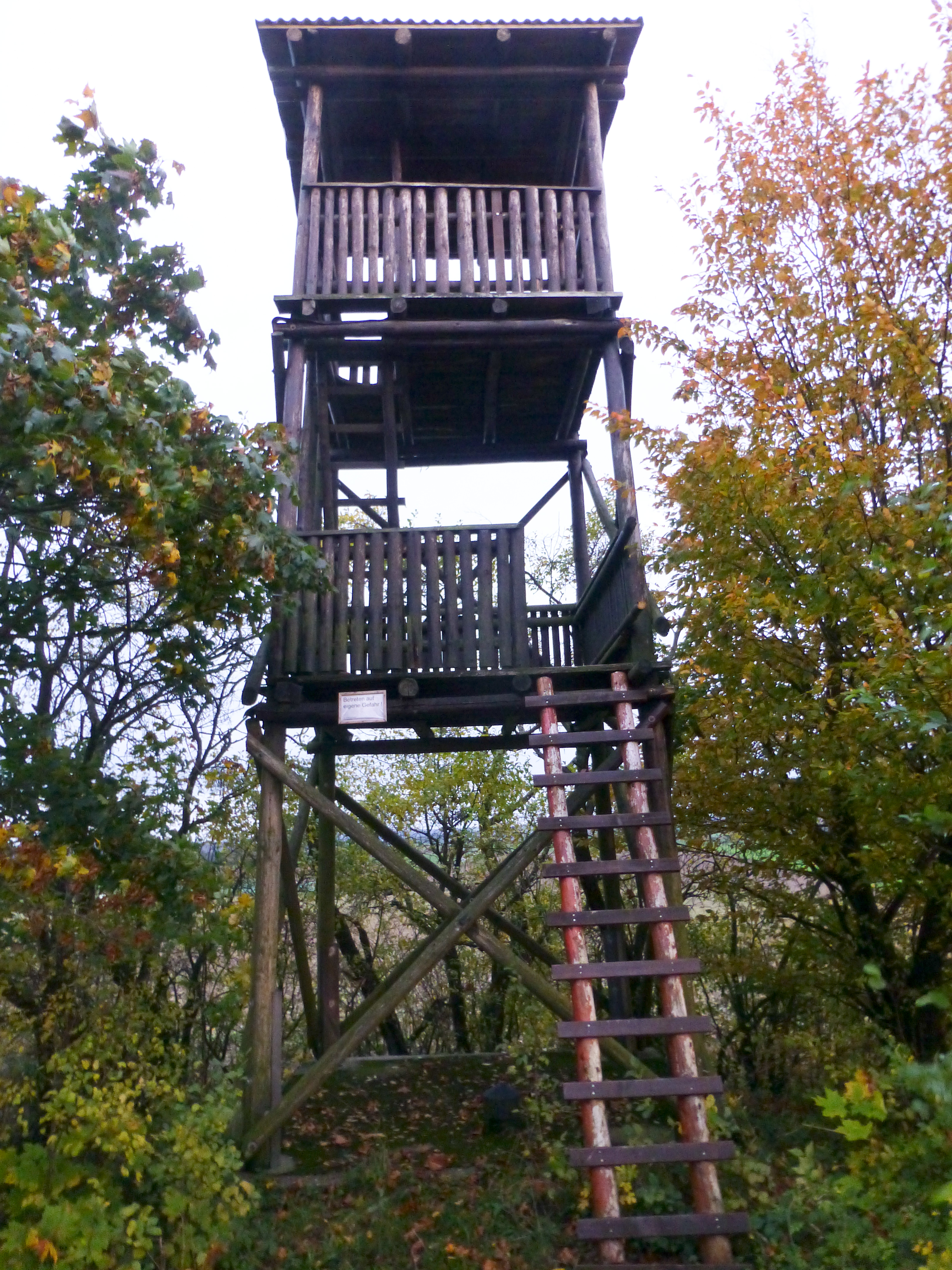
Der Aussichtsturm auf dem Wasserhochbehälter bei Schmitshausen

Auf einer etwa 500 Meter südwestlich des Ortes liegenden Anhöhe (386 m NN) befindet sich ein alter Wasserhochbehälter von 1898, auf dem 1980 vom Verein der Rosenfreunde Schmitshausen e.V und dem örtlichen Verschönerungsverein ein 8,4 m hoher hölzerner Aussichtsturm errichtet wurde. Von der oberen, auf 5,8 m Turmhöhe liegenden überdachten Aussichtsplattform hat man einen guten Blick über die Hügellandschaft der Sickinger Höhe bis hin zum Hunsrück.

### Natur
Einziges Naturdenkmal vor Ort ist eine Europäische Lärche in der Pirmasenser Straße.

### „Rosendorf“
1967 verlieh der Verein Deutscher Rosenfreunde dem blumengeschmückten Ort den Titel Rosendorf. Am Dorfplatz, im sogenannten Rosengärtchen, in Anlagen sowie in privaten Anwesen sind in der Blütezeit noch immer alle Arten von Rosen zu sehen. Im Jahre 1976 wurde beim vierten Rosenfest eine Kletterrose auf den Namen „Rosendorf Schmitshausen“ getauft.

## Wirtschaft und Infrastruktur

### Wirtschaft
Die Wasserversorgung wurde früher durch die in Maßweiler ansässige Kneispermühle gewährleistet.

### Verkehr
Durch Schmitshausen führt die Landesstraße 466. Über die nahegelegenen A 6, A 8 und A 62 besteht Anschluss an den Fernverkehr.

### Tourismus
Neben einem Jugendheim und einer Gemeindebücherei verfügt die Gemeinde über mehrere Naherholungseinrichtungen in Form von Jugendzeltplatz, Waldlehrpfad und Rasthütte mit Grillanlage. Zudem führen der Radweg Südwestpfalz-Tour und der mit einem gelben Balken markierte Fernwanderweg Saar-Rhein-Main mitten durch Schmitshausen.

## Ehrenbürger
- Hans Erich Henkes, Dorferneuerer und ehemaliger Rektor der Franz-von-Sickingen-Schule Wallhalben[16]
- Karl Höchst, Journalist Saarländischer Rundfunk
- Oskar Scheerer, Zweibrücker Gartenbaudirektor